# Orgègia
L'Orgègia és una muntanya, i parc forestal urbà, situat al centre del que va ser l'Horta d'Alacant.
La muntanya està formada per una serie de llomes amb una alçada màxima de 102 metres sobre el nivell del mar. L'Orgègia va ser repoblada per l'antic ICONA, després de la desaparició de l'agricultura tradicional, que substituïda per una agricultura industrialitzada i unida al creixement urbà, va fer que l'activitat agrícola d'abans fos abandonada progressivament, i on únicament es conserven alguns bancals agrícoles als tàlvegs.
El parc forestal té 3 quilòmetres de senders i 770.000 metres quadrats i entre la vegetació que hi trobem destaquen els pins (Pinus halepensis), els pollancres i les garroferes, juntament amb altres arbres característics del cultiu de secà de la zona, com l'olivera.